# Buddha Dhatu Jadi
Il Buddha Dhatu Jadi (in bengalese: বুদ্ধ ধাতু জাদি, in birmano: ဗုဒ္ဓဓာတုစေတီ), detto anche tempio dorato di Bandarban, è un tempio buddista sito vicino alla località di Balaghat, nel distretto di Bandarban, in Bangladesh. Le reliquie materiali (Dhatu) di questo tempio, secondo la tradizione, appartengono a Buddha. Si tratta del tempio Theravada più grande del Bangladesh e all'interno dell'edificio si trova la seconda statua di Buddha più grande a livello nazionale.
La corrente del buddismo Theravāda, alla quale il tempio è da ascriversi, è seguita soprattutto dalla popolazione indigena dei Marma, un gruppo etnico discendente dal popolo birmano dei Rakhine, prevalente nella città di Bandarban e secondo gruppo più numeroso nella regione delle Colline di Chittagong. L'edificio è stato costruito con uno stile architettonico Arakan, originario della Birmania.

## Ubicazione
Il Buddha Dhatu Jadi si trova nel distretto di Bandarban (nella Divisione di Chittagong), un'area remota del sud-est del Bangladesh; il tempio è situato sulle colline all'esterno del centro abitato di Bandarban, nel cui territorio si trovano due delle colline più alte della zona: Tajingdong (con picco a circa 1 200 metri di altitudine) e Keokeradong (che raggiunge i 1 412 metri di quota). La vegetazione nell'area è molto rigogliosa; nella città di Bandarban scorre inoltre il fiume Sangu. Il tempio sorge su una collina alta circa 60 metri, a circa 4 kilometri dalla città di Balaghat e a 10 km dal centro abitato di Bandarban.

## Storia

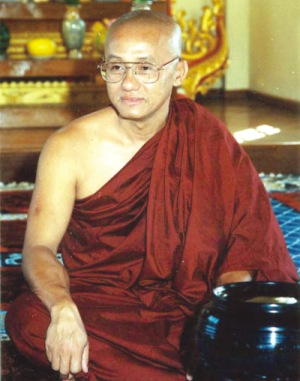
Il Venerabile U Pannya Jota Mahathera, fondatore del tempio

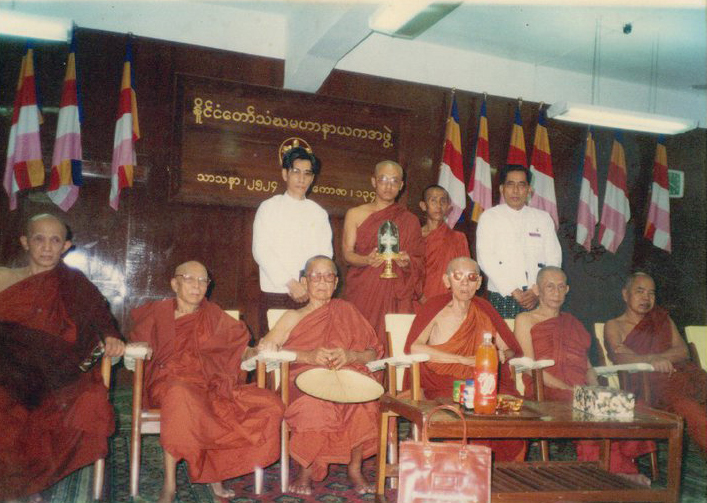
Le reliquie di Buddha donate dallo "State Sangha Maha Nayaka Committee" a Yangon, in Birmania, nel 1994

Buona parte della popolazione di Bandarban è buddista, in contrasto con la netta predominanza islamica in Bangladesh (su scala nazionale solo lo 0,7% della popolazione si dichiara buddista). I buddisti bengalesi seguono prevalentemente il rito Theravada e si concentrano principalmente nella Divisione di Chittagong e nell'omonima zona collinare.
Il buddismo Theravada, ora praticato in Bangladesh come Sangharay Nikaya, fu importato nel paese alla fine del XIX secolo e rimpiazzò molte delle forme di buddismo praticate fino a quel momento. Saramedha, conosciuto popolarmente come "Sangharaj", fu il religioso che contribuì maggiormente alla diffusione del Theravada in Bangladesh.
Il Venerabile U Pannya Jota Mahathera, discendente della famiglia reale Bohmong di Bandarban, è il fondatore del Buddha Dhatu Jadi. Egli è un monaco Theravada dal 1991 e ha servito il governo centrale del Bangladesh per 8 anni in qualità di assistente. Le reliquie di Buddha custodite nel tempio sono un dono offerto a U Pannya Jota Mahathera nel 1994 dal Mahana (in inglese "State Sangha Maha Nayaka Committee"), un'organizzazione di monaci buddisti birmani di alto rango che supervisiona e regola la comunità Sangha in Myanmar.

## Stile architettonico
Raggiungibile mediante un'elegante scalinata, il grande tempio sito sulla sommità della collina è esternamente abbellito da molte sculture. Oltre alla grande statua di Buddha custodita nel santuario, entro le mura del tempio sono presenti diverse altre statue e una campana dorata posta su un dragone. La costruzione dell'edificio fu iniziata nel 1995 e terminò nel 2000. Il Dhatu, ovvero l'insieme delle reliquie corporali del Buddha, è custodito sotto quattro statue di Buddha. Secondo la tradizione religiosa, tali reliquie fornirebbero pace della mente e felicità.
Il tempio è stato inserito in un progetto per lo sviluppo turistico locale, il Buddhist Circuit Tour, sponsorizzato dalla Cooperazione Economica Subregionale dell'Asia meridionale. All'interno del tempio è necessario rispettare un codice di abbigliamento che vieta i pantaloni corti e le scarpe.

## Galleria d'immagini

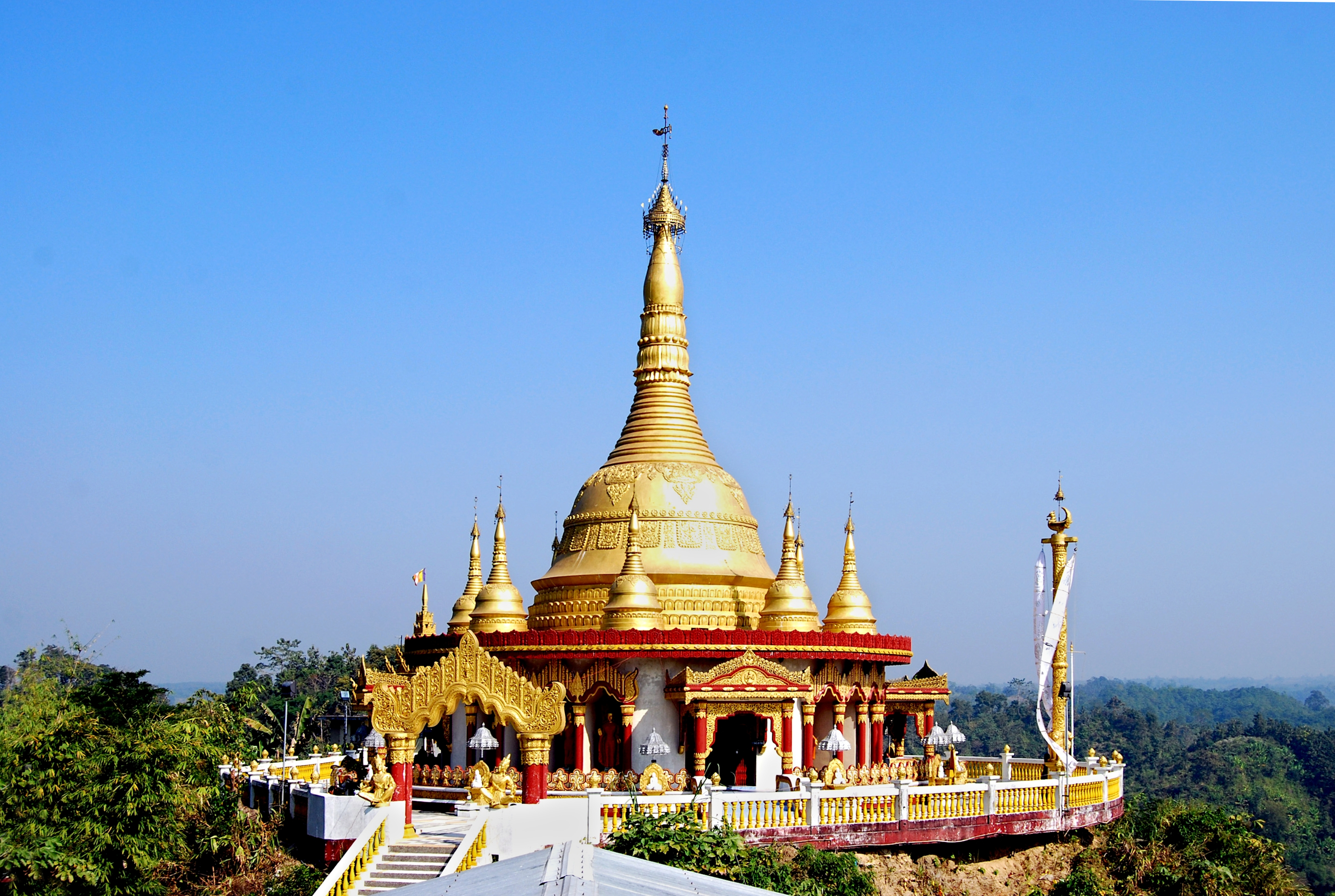
Il Buddha Dhatu Jadi
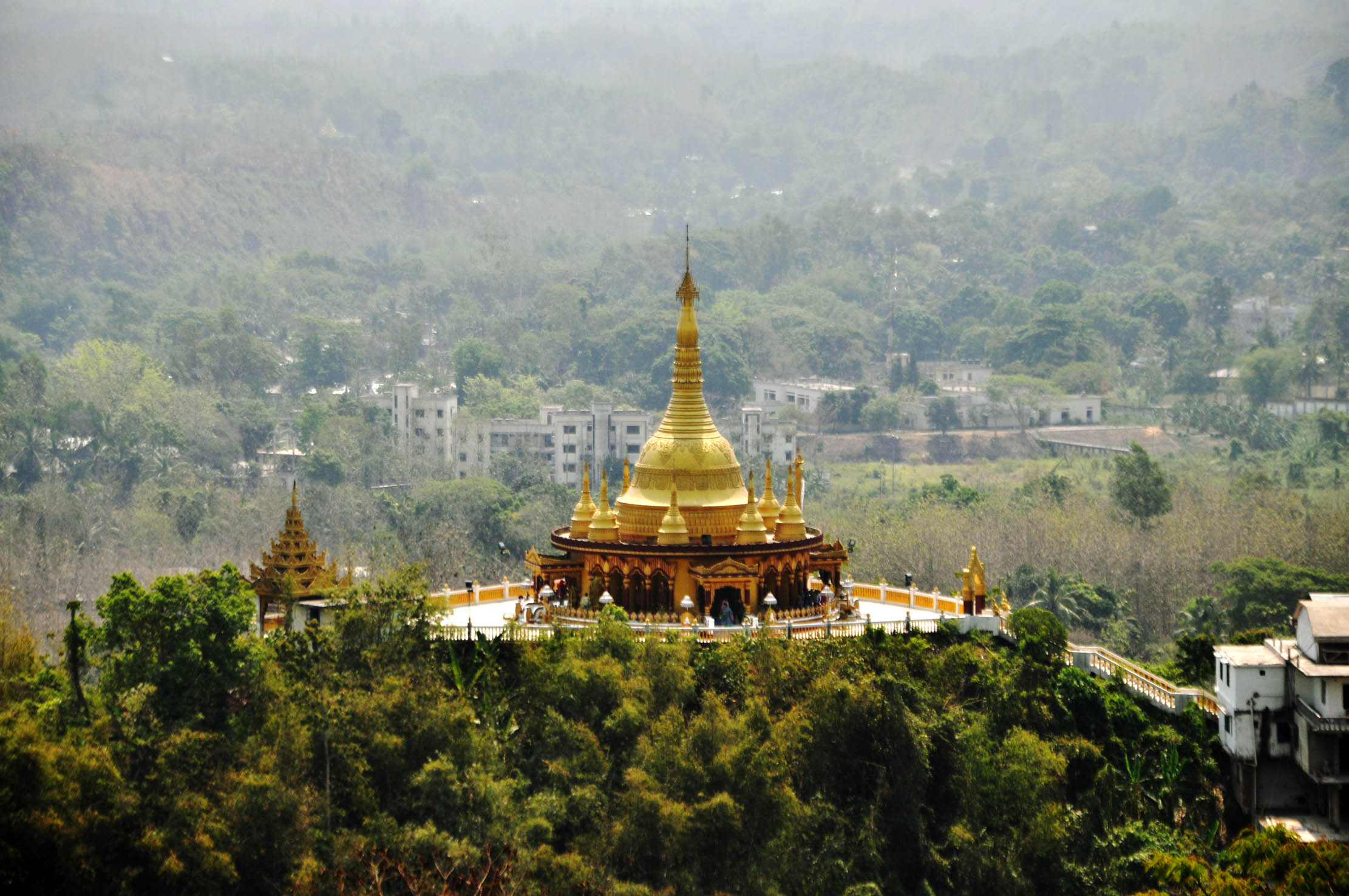
Il Buddha Dhatu Jadi visto da lontano
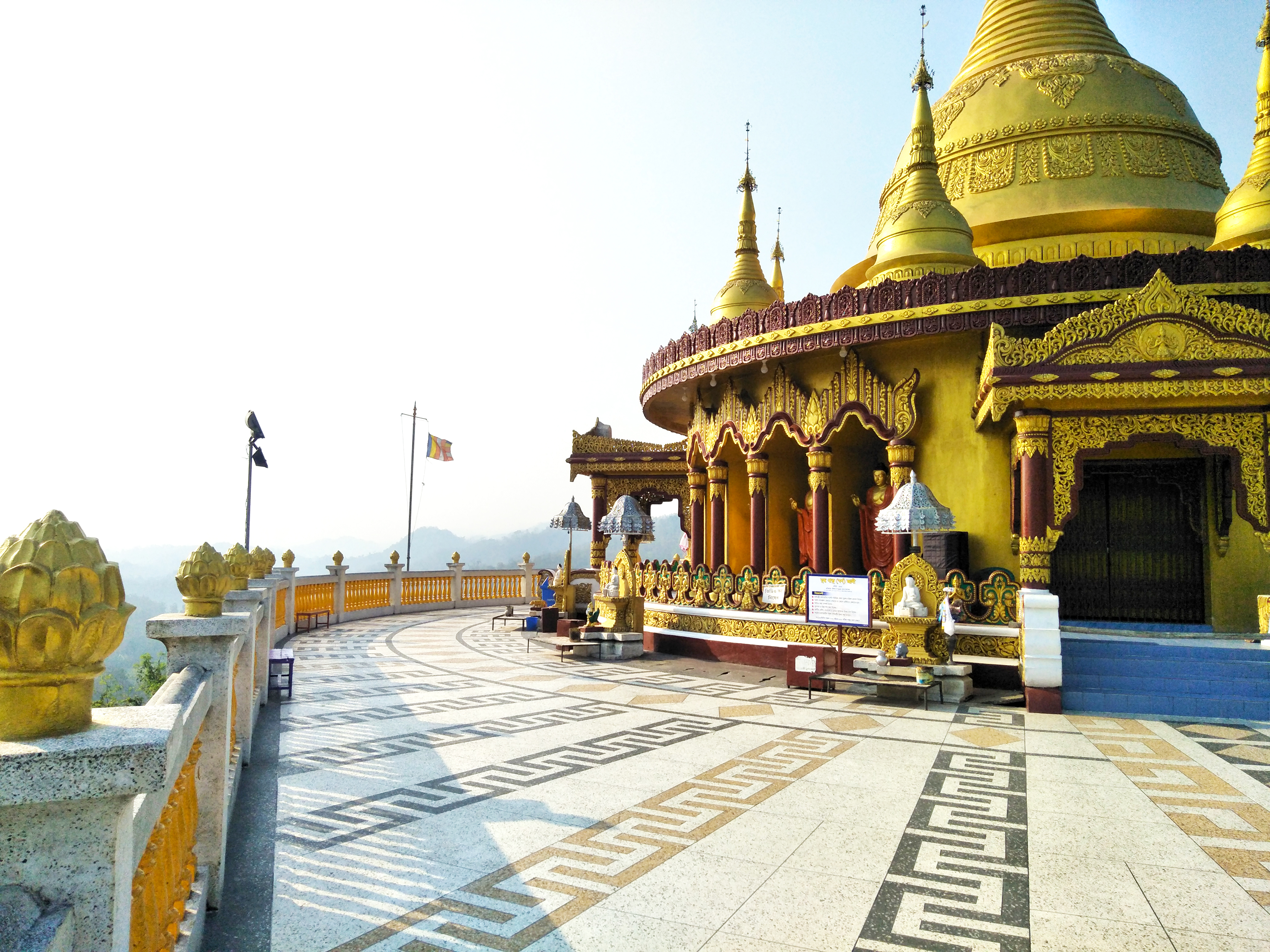
Vista laterale del tempio
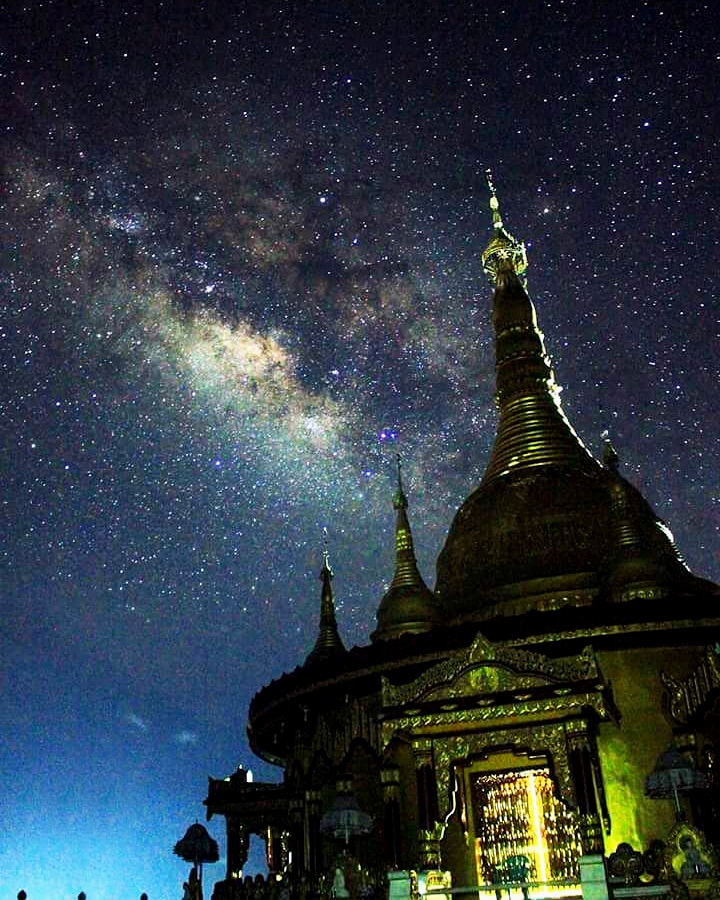
Il tempio in notturna
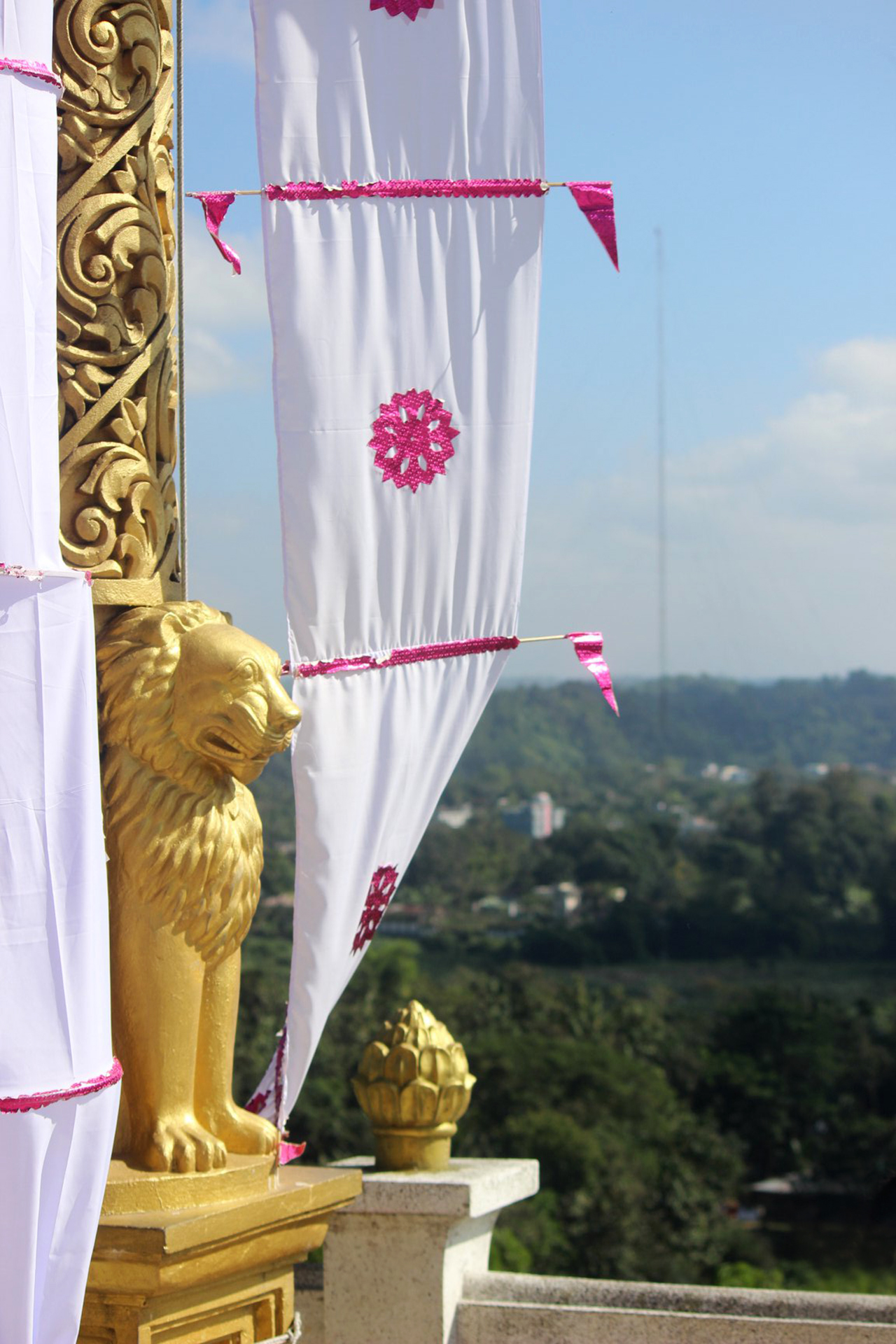
Colonne di Ashoka
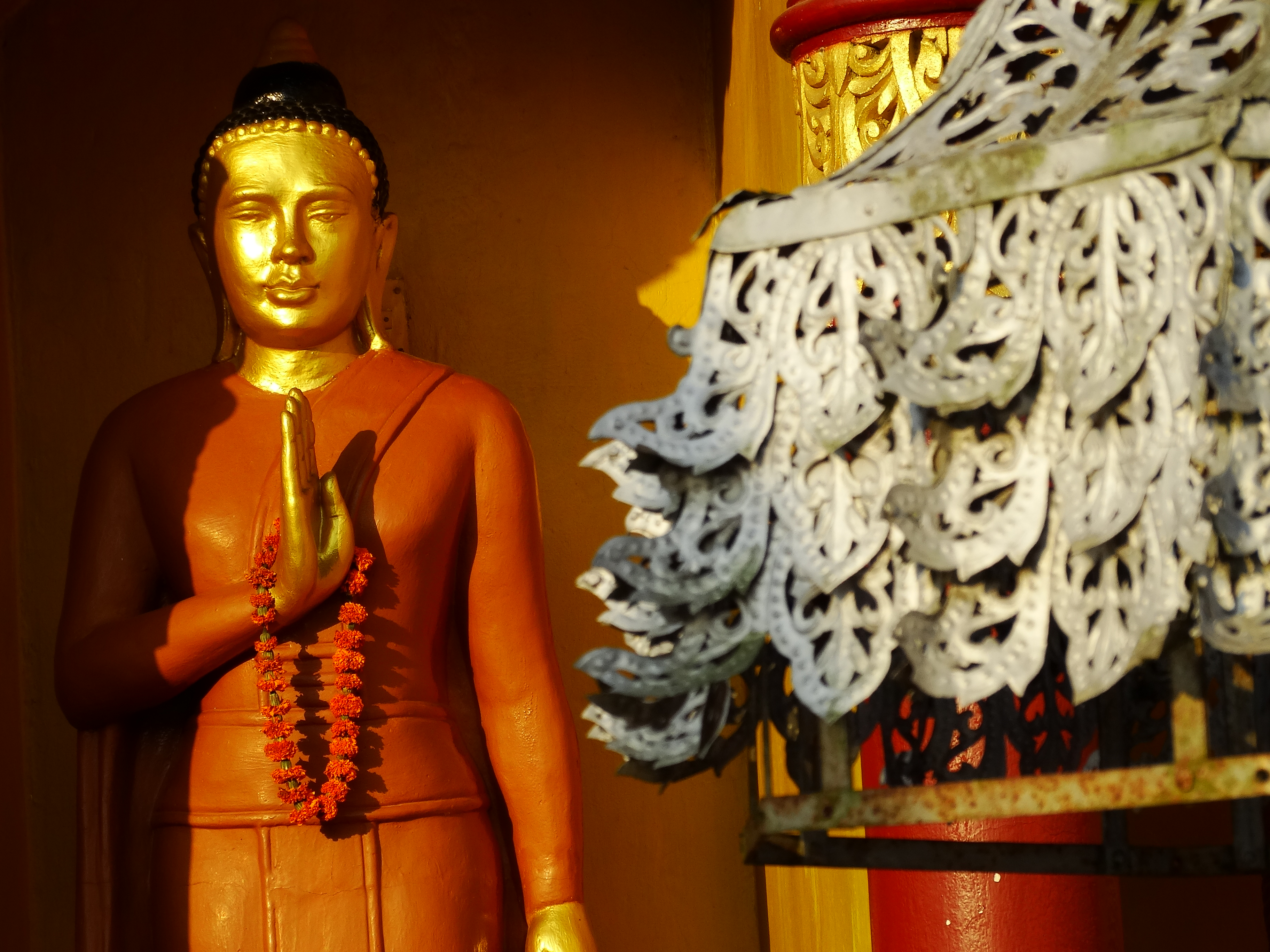
Statua principale di Buddha
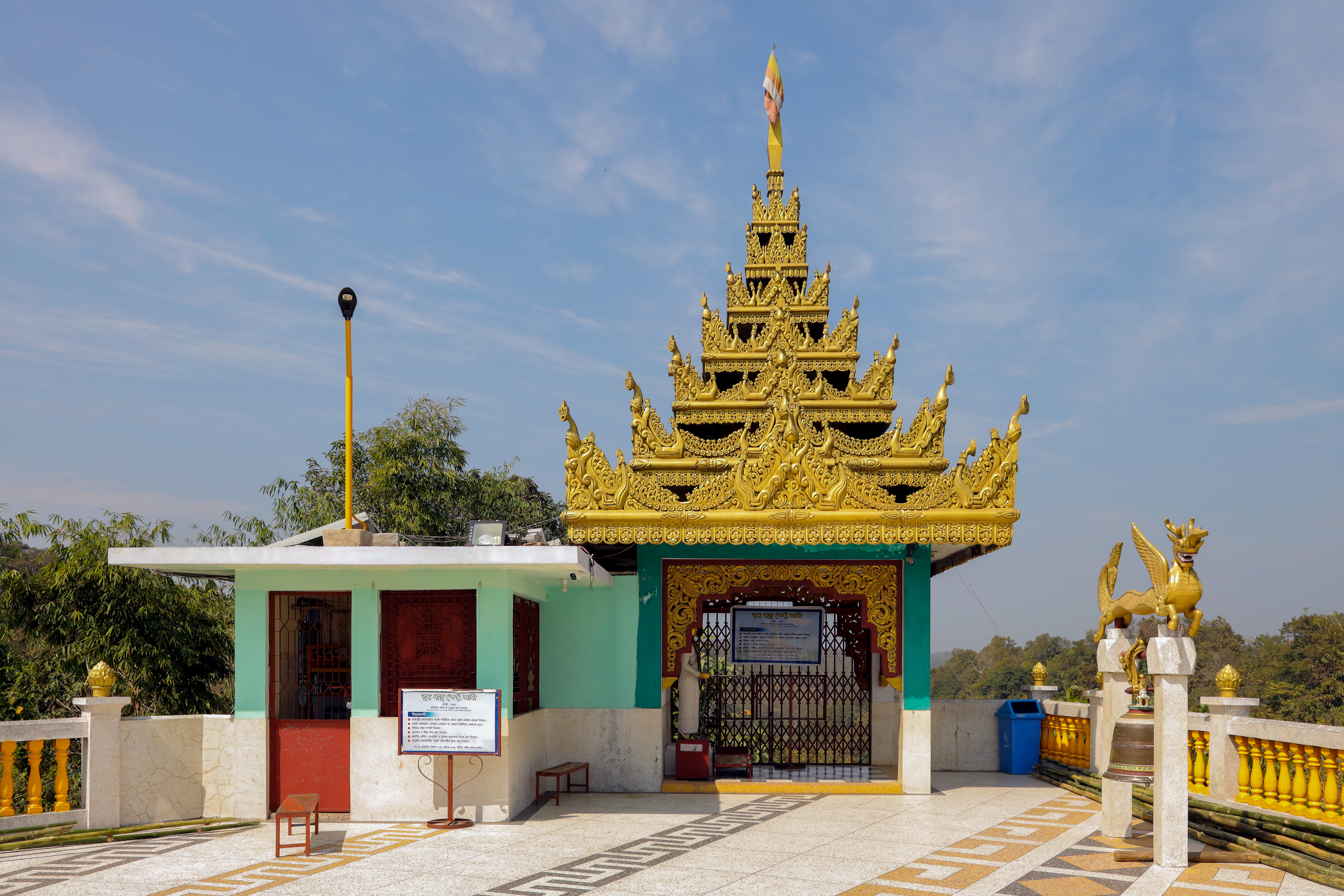
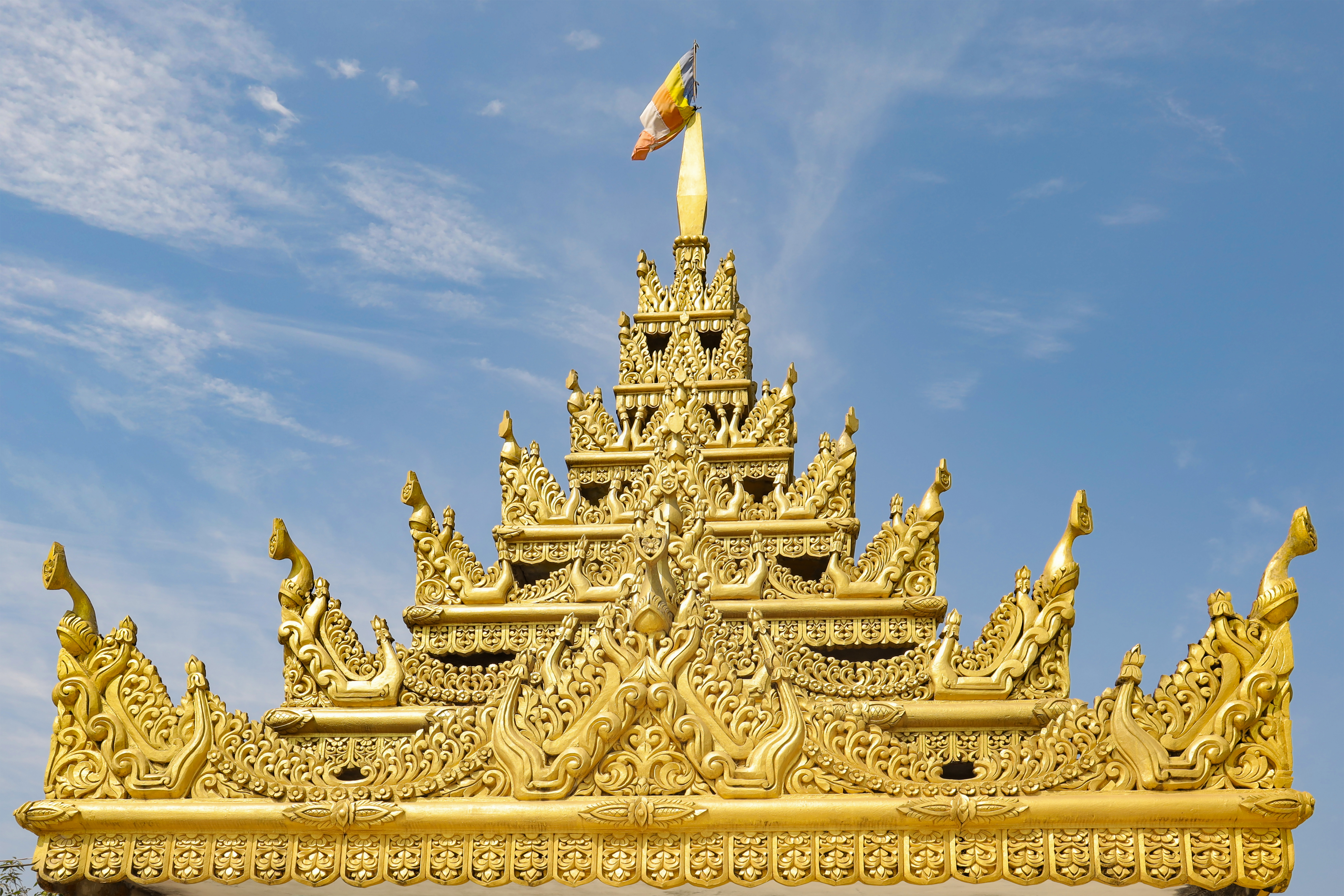
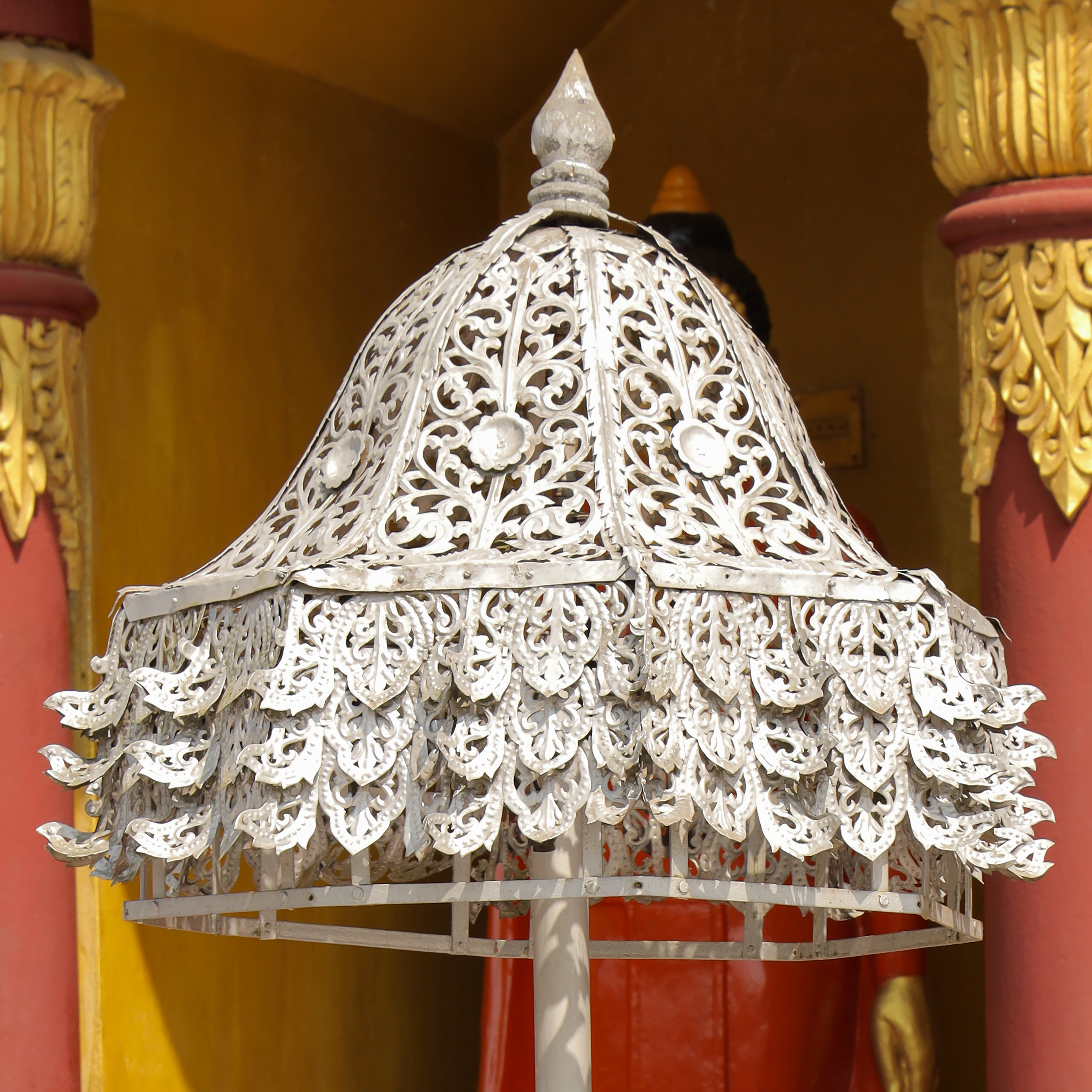
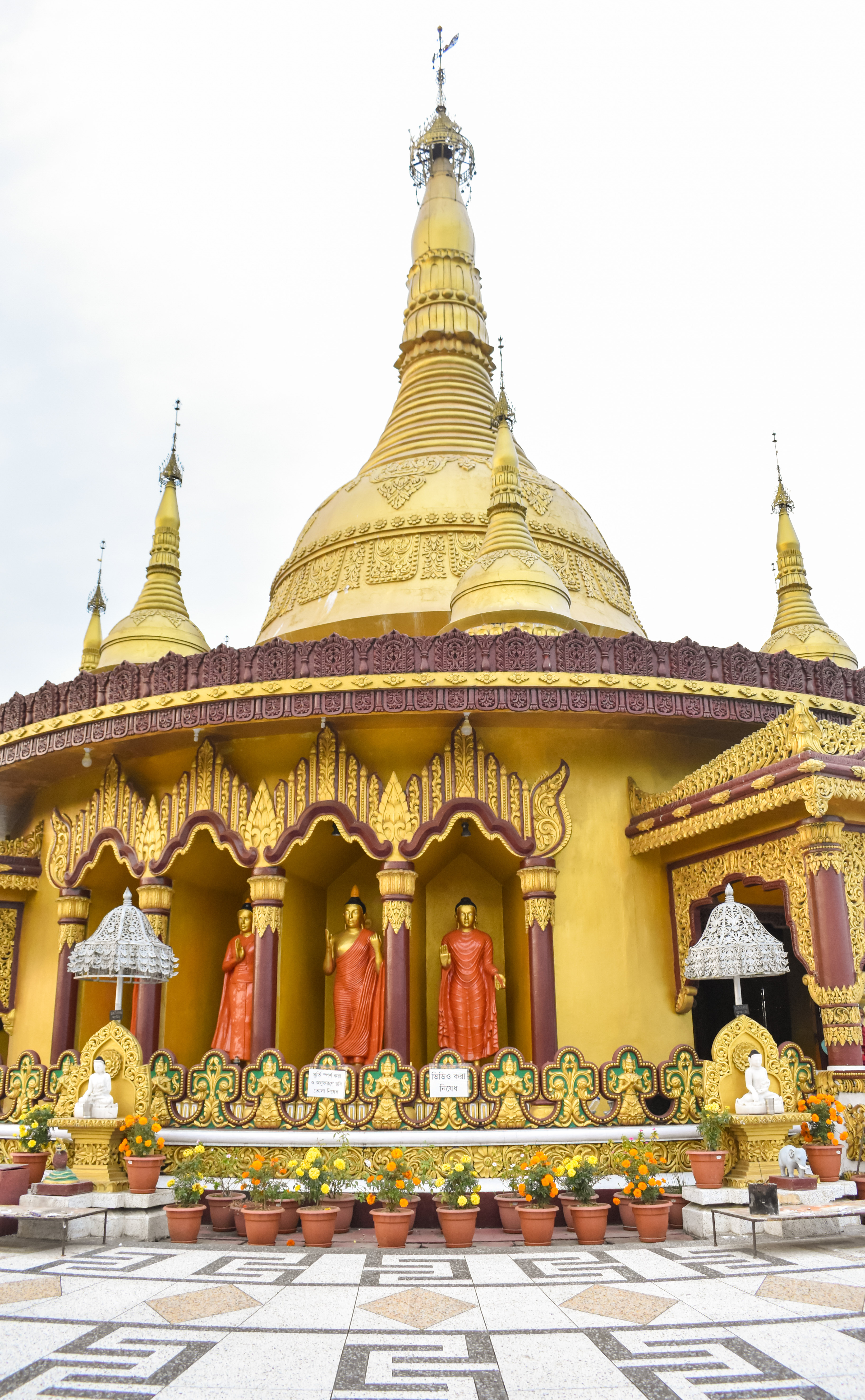
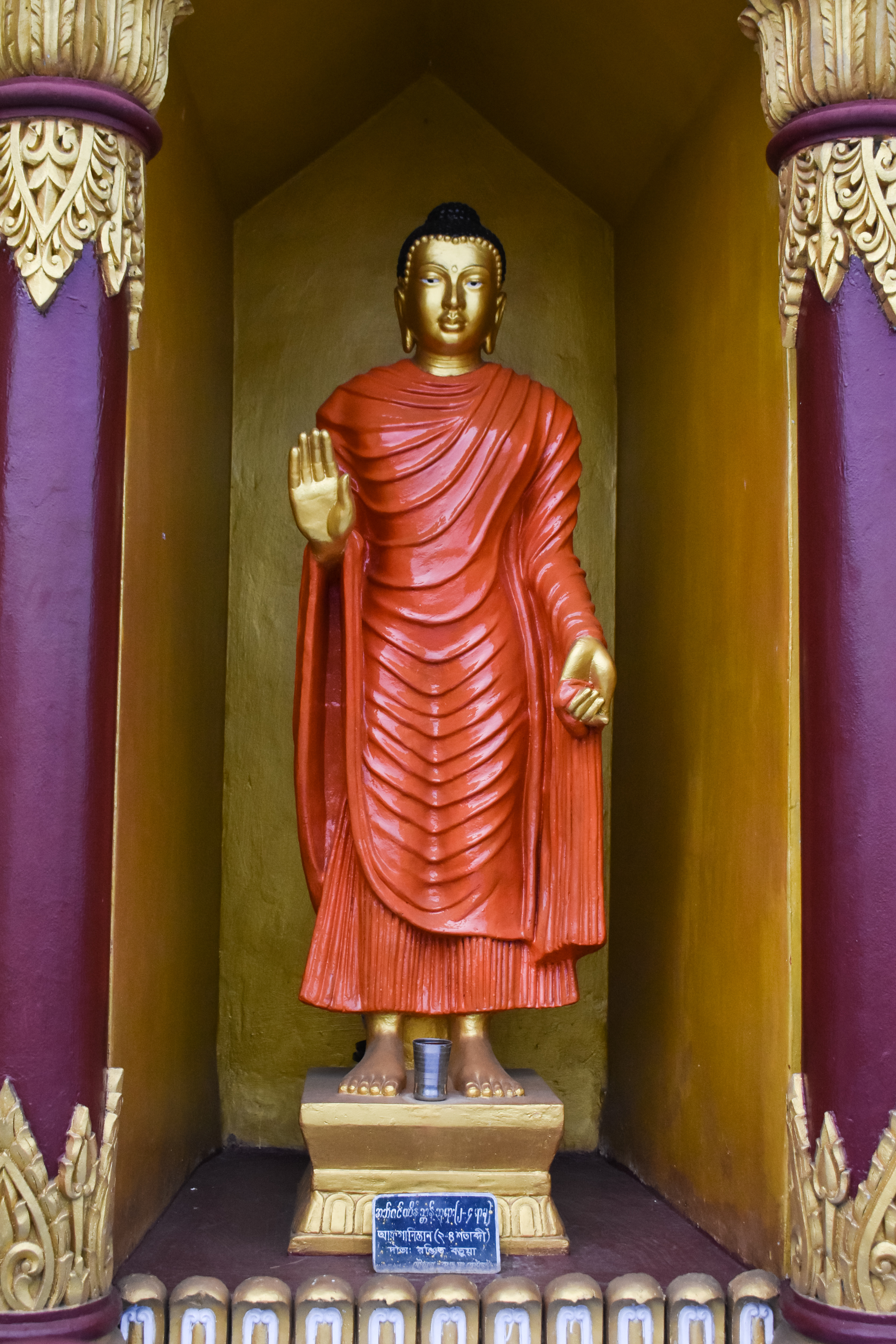
Statua di Buddha 1
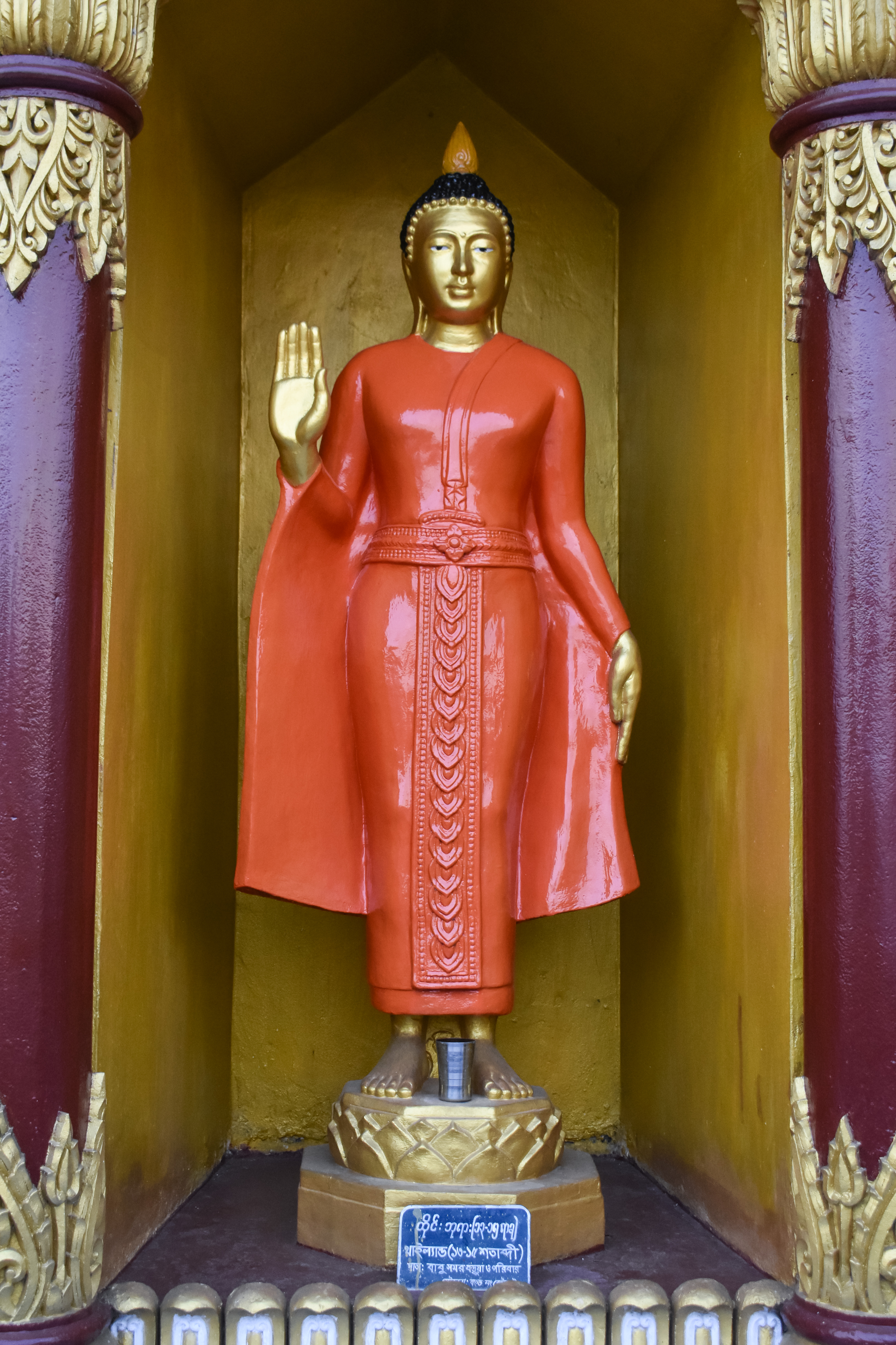
Statua di Buddha 2
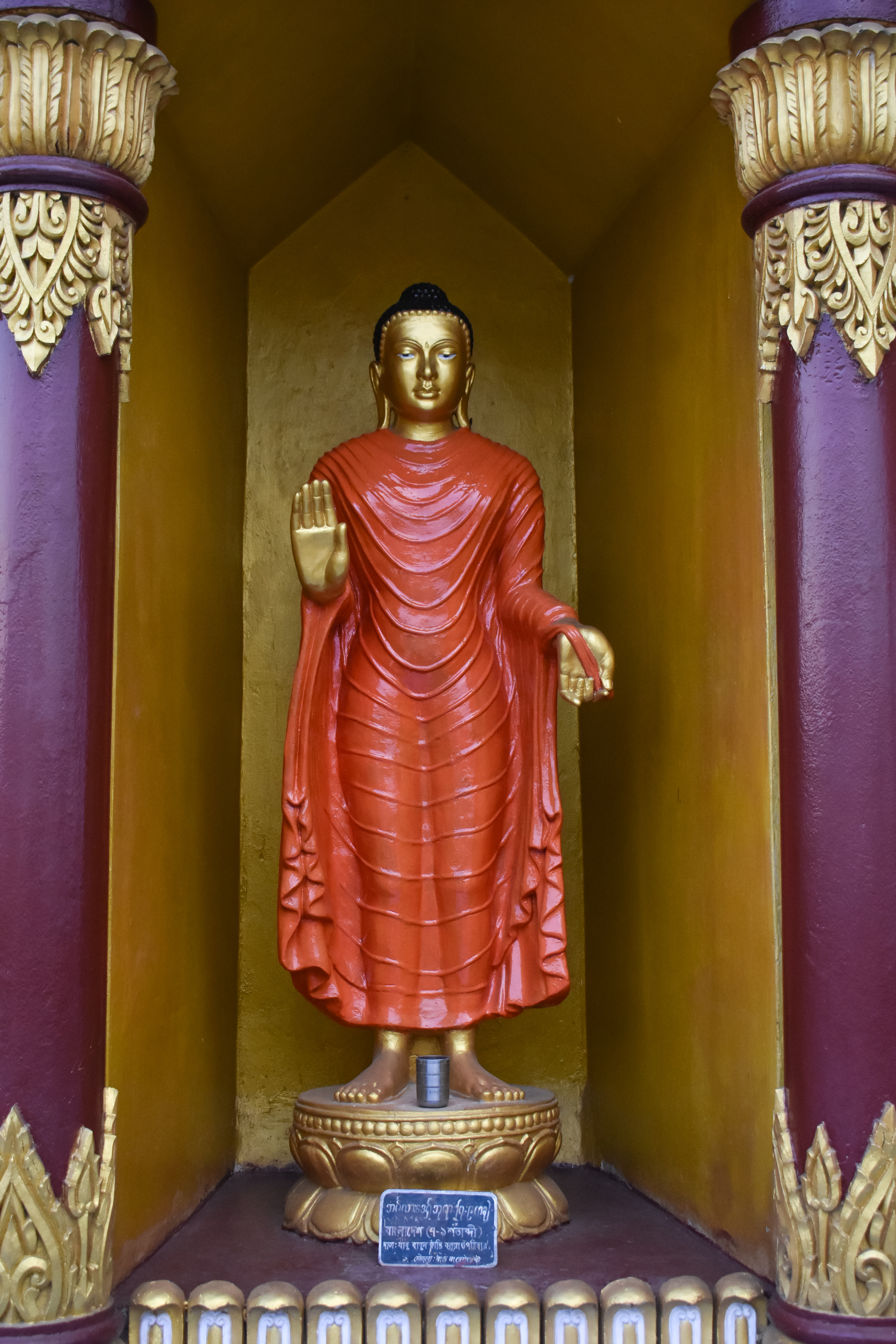
Statua di Gautama Buddha
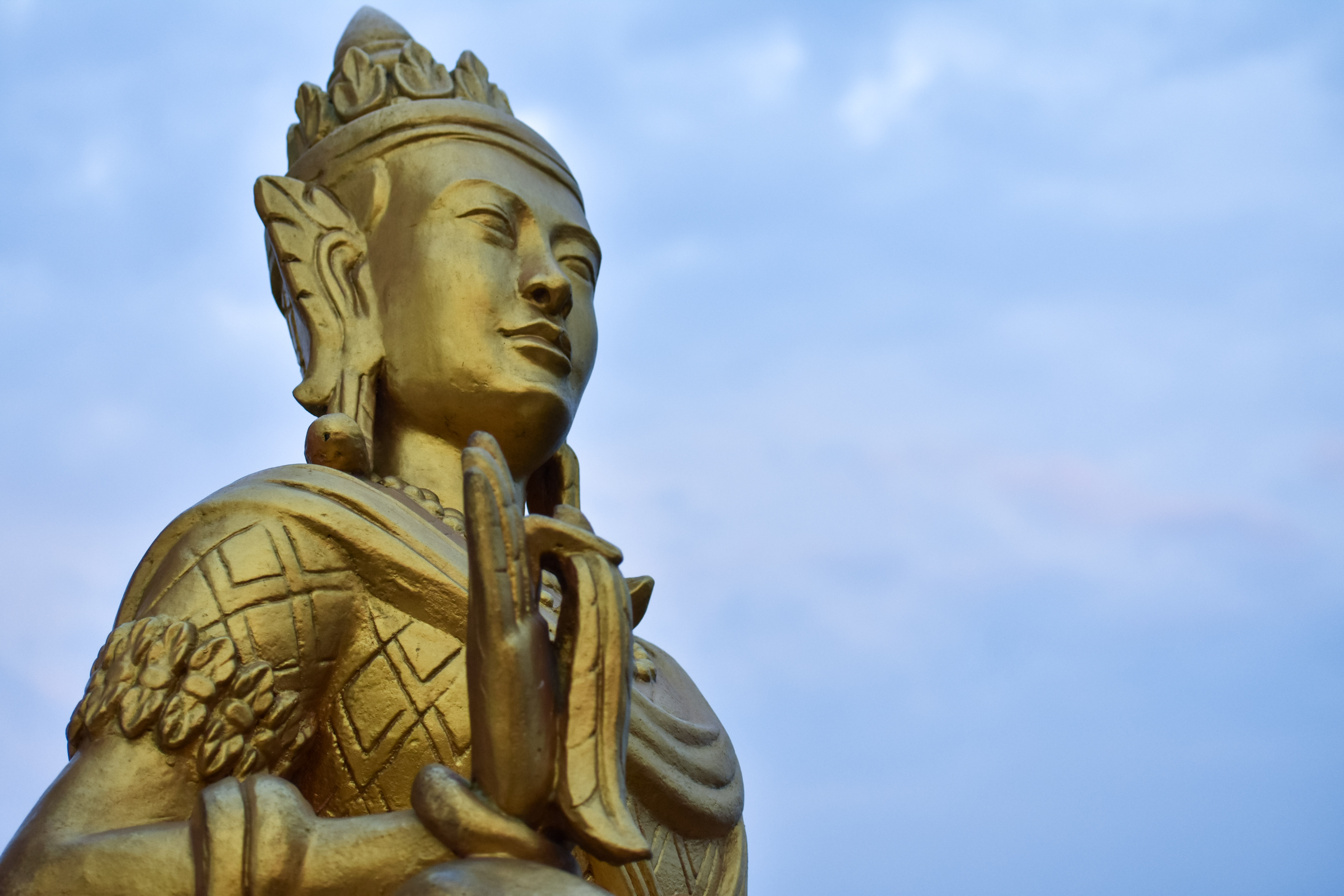
Statua di Shakyamuni
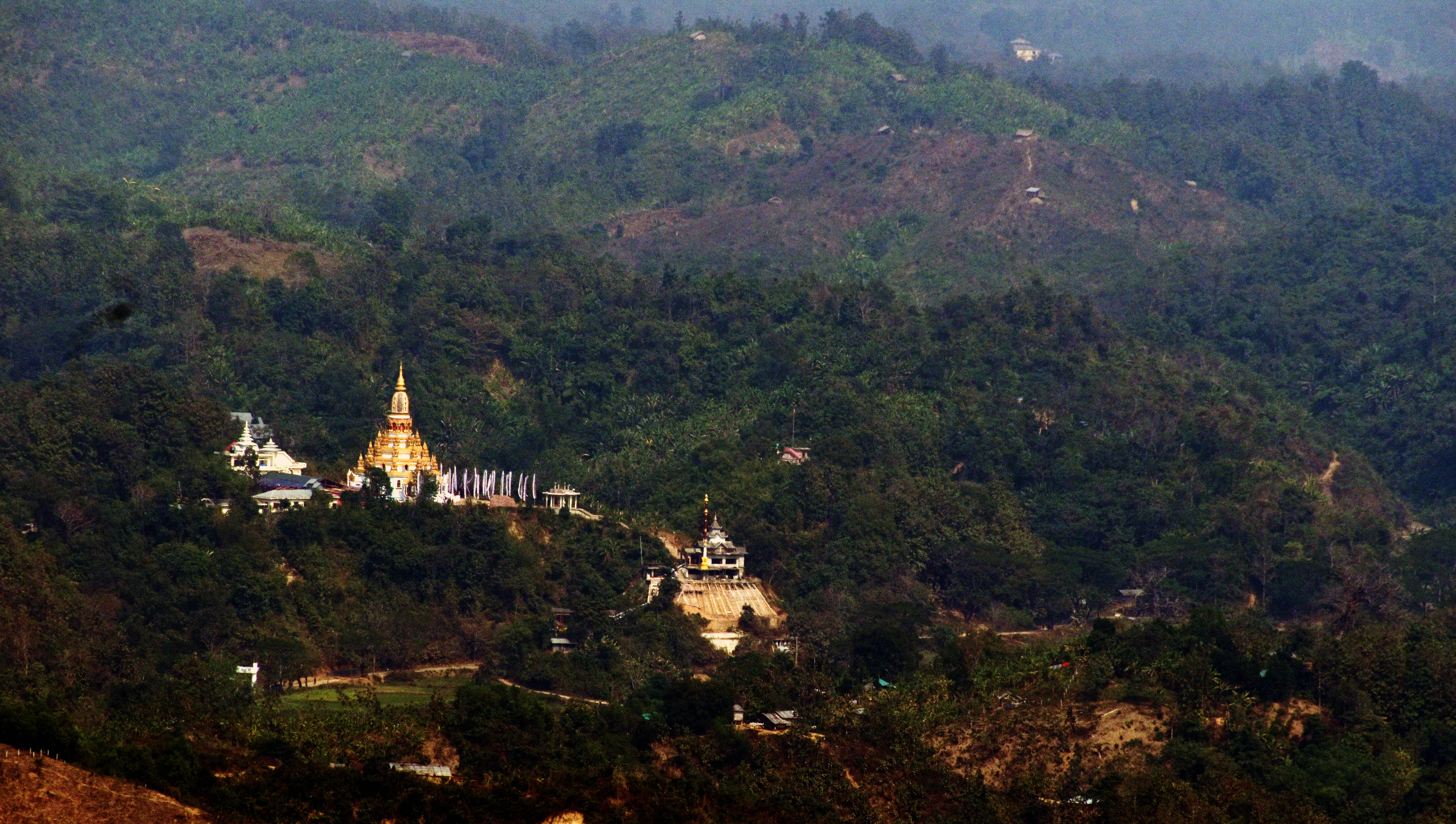
Il Buddha Dhatu Jadi visto dalla località di Nilachal